# Santa Maria in Domnica

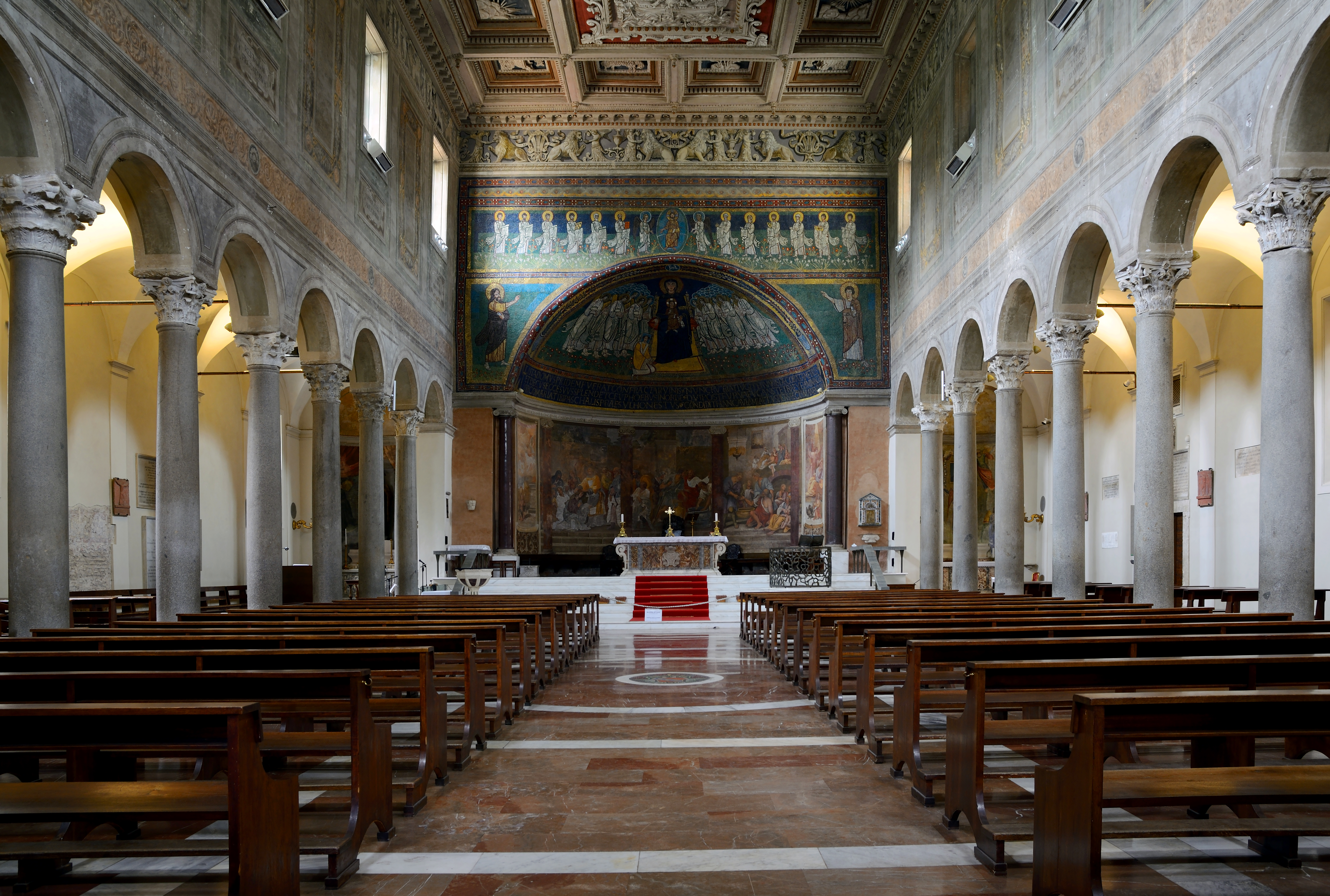
Innenraum der Basilika

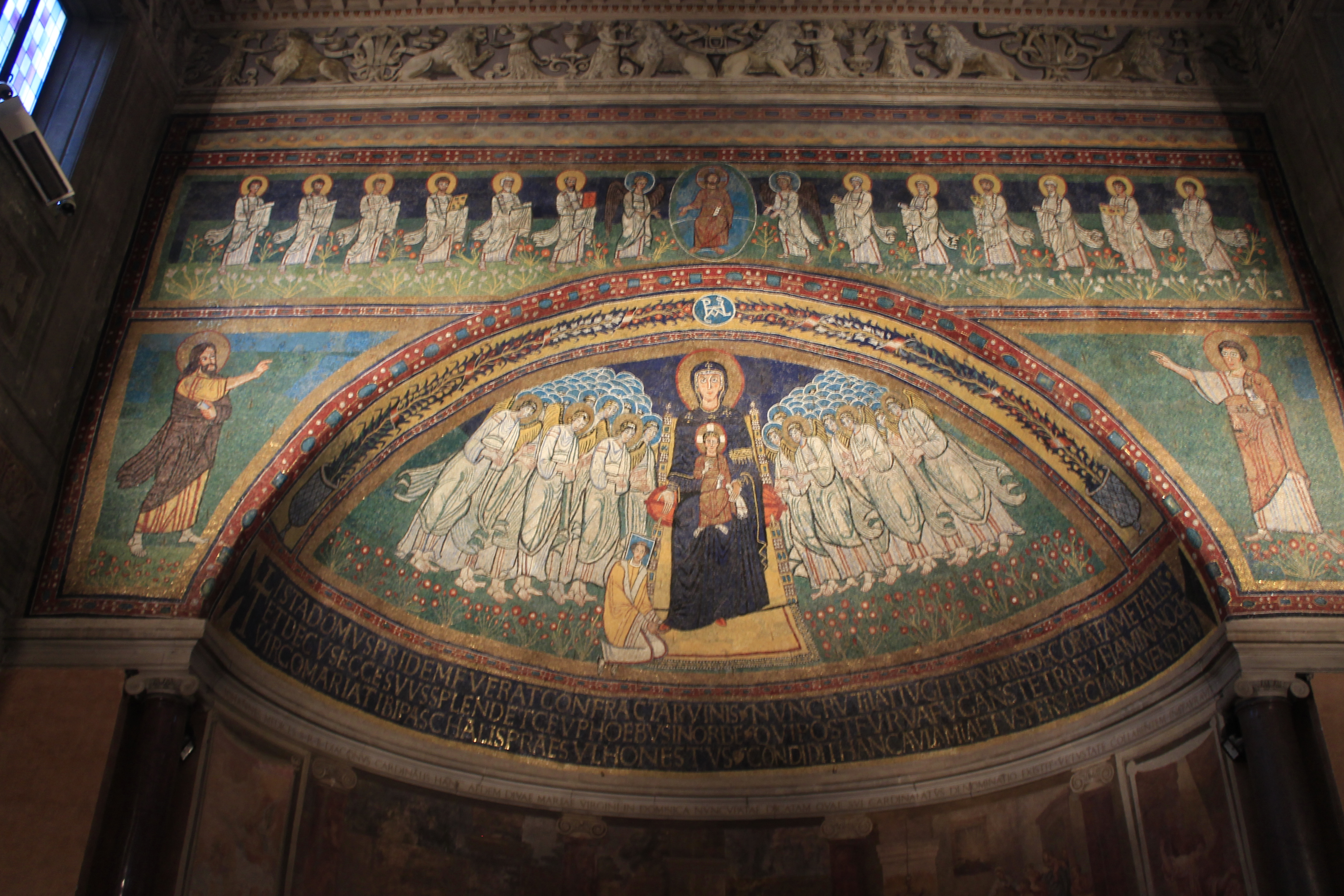
Apsis-Mosaik, um 820

Die Basilika Santa Maria in Domnica (lateinisch Sanctae Mariae in Domnica), auch Santa Maria alla Navicella, vollständig Santa Maria in Domnica alla Navicella, ist eine Kirche in Rom. Sie steht auf dem Scheitel des Monte Celio (lateinisch Caelius) im 19. Rione Celio. Sie ist die Stationskirche des zweiten Fastensonntags (Reminiscere).

## Vorgeschichte

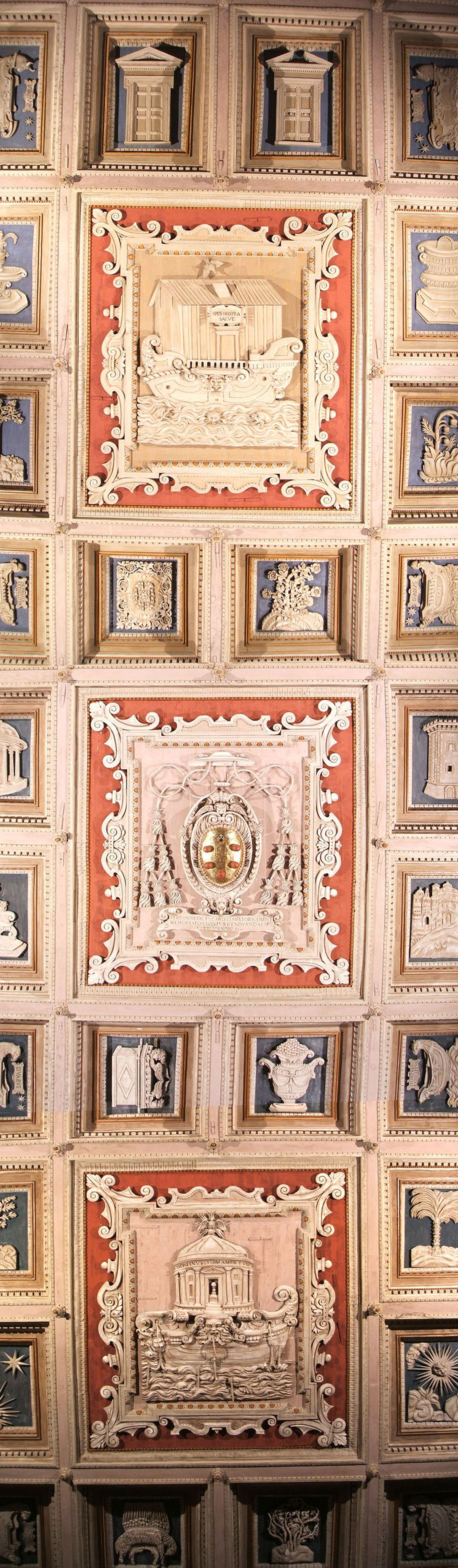
Kassettendecke von 1566 mit Arche Noah, Papstwappen und Schiff Petri

In der Antike, zu Beginn der Entstehungsgeschichte Roms, war der Caelius ein grüner Hügel mit Heiligtümern in Hainen und an Quellen. Daran erinnert der ursprüngliche Name Mons Querquetulanus (Eichenhügel) und die Porta Querquetulana in der Servianischen Mauer. Schon in vorchristlicher Zeit entwickelte sich der Caelius zu einem dichtbebauten, innerstädtischen Wohnviertel. Spätestens Anfang des 3. Jahrhunderts entstand am Standort der heutigen Kirche die Kaserne der V. Kohorte der Vigiles, das heißt der Feuerwehr. Bei der Restaurierung des angrenzenden Parks der Villa Celimontana wurden zwei Säulenbasen mit entsprechenden Inschriften aus der Zeit des Kaisers Caracalla gefunden. Im Gotenkrieg wurde der Aquädukt des Claudius zerstört, dessen Ruinen noch in unmittelbarer Nähe von Santa Maria in Domnica sichtbar sind. Damit brach die Wasserversorgung des Stadtviertels zusammen; es entvölkerte sich schnell und auch die Kaserne der Vigiles verfiel. Im 7. Jahrhundert entstand in den Ruinen eine frühchristliche Diakonie mit einem Oratorium. Die kleine Kirche wurde Ende des 8. Jahrhunderts in dem Itinerar von Einsiedeln erstmals als santa maria domnica erwähnt; darauf folgte zu Beginn des 9. Jahrhunderts im Liber Pontificalis die Bezeichnung diaconia sanctae Dei genetricis, qui vocatur Dominica.
Der Namenszusatz in Domnica ist wohl von der antiken Bezeichnung Dominicum für christliche Kultplätze abgeleitet. Die Bezeichnung S. Maria della Navicella oder einfach La Navicella muss schon im 15. Jahrhundert gebräuchlich gewesen sein; denn der Rompilger Niklas III. Muffel aus Nürnberg nennt die Basilika in seiner Beschreibung der Stadt Rom von 1452 „unser lieben frawen zum Schifflein“. Auch der römische Humanist Giulio Pomponio Leto (1428–1498) bezeichnet die Basilika als templum S. Mariae in Domnica, sive in Navicula, ubi est navicula marmorea. Bei dem „Schiffchen“ handelt es sich um eine antike Marmorarbeit, deren Herkunft und Alter nicht gesichert sind; sie könnte aus einem Tempel stammen, vielleicht als Votivgabe eines römischen Seemanns, dessen Garnison seit dem 1. Jahrhundert in dem Militärlager auf dem Caelius stationiert war. Nach einer anderen Deutung ist die heute dort befindliche Skulptur nicht „das originale Modell eines römisch-antiken Kriegsschiffs“, sondern eine Nachbildung „aus dem frühen 16. Jahrhundert“.

## Baugeschichte
Papst Paschalis I. ließ um das Jahr 820 auf den Fundamenten der Vorgängerbauten den Neubau einer dreischiffigen Säulenbasilika mit drei Apsiden im Westen errichten. Je neun Säulen mit korinthischen Kapitellen tragen die Arkaden des Langhauses; bei den meisten Säulen und Kapitellen handelt es sich um Spolien des 4. und 5. Jahrhunderts. Die ursprünglich über jedem Joch vorhandenen Rundbogenfenster spendeten reichlich Licht für das flachgedeckte Mittelschiff; die Seitenschiffe hatten Kreuzgratgewölbe. Es wird angenommen, dass die karolingische Basilika außer einer Confessio auch eine Krypta besessen hat, die wahrscheinlich während der Restaurierungsarbeiten Ende des 15. Jahrhunderts zerstört wurde.

## Kircheninneres
Die Mosaikbilder in der Apsiswölbung und am Apsisbogen sind um 820 von Papst Paschalis I. gestiftet worden. In der Apsiswölbung thront in der Bildmitte die Gottesmutter mit Kind, umgeben von dicht gedrängten Engelgruppen. In der linken Hand hält sie einen weißen Manipel, während sie ihre Rechte dem zu ihren Füßen knienden Papst Paschalis I. entgegenstreckt. Dieser hat sich in Proskynese niedergeworfen und huldigt der Gottesmutter durch Berühren ihres rechten Fußes. Mit dem viereckigen Heiligenschein ist er als noch lebend dargestellt.

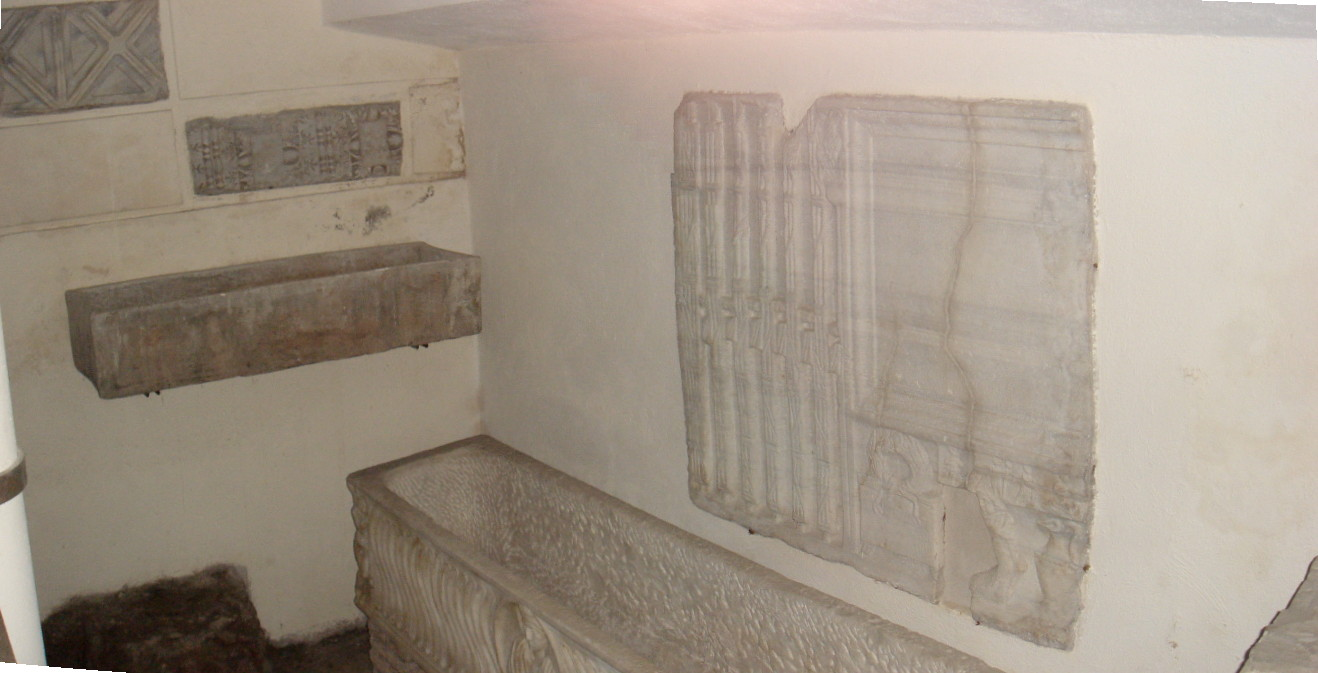
Neue Krypta mit Lapidarium

Am Apsisbogen ist ebenfalls ein Mosaik aus karolingischer Zeit erhalten geblieben: Christus zeigt sich den Gläubigen in einer blauen Aureole; er ist umgeben von zwei adorierenden Engeln und den zwölf Aposteln. Ab 1489 ließ Kardinal Giovanni de’ Medici, der spätere Papst Leo X., die Basilika im Stil der Renaissance erneuern; dabei wurden vor allem die Mittelschiffwände erhöht und Rechteckfenster eingebaut; auch die Vorhalle entstand bei diesen Arbeiten. 1513 wurde eine Kopie des alten Marmorschiffchens (la Navicella) vor der Basilika angefertigt. Die Kassettendecke der Basilika stammt aus dem Jahr 1566. An der Stelle der alten Krypta wurde 1958 eine moderne Confessio errichtet, in der heute heidnische und christliche Sarkophage und Reliefplatten aufbewahrt werden.
Seit dem 10. Juli 2017 ist die Kirche wegen des Baus der Metrolinie C zeitweise gesperrt, die Apsis überhaupt unzugänglich und der Vorplatz Teil der Baustelle.

## Orgel
Die Orgel wurde 1910 von dem Orgelbauer Natale Balbiani erbaut. Das Instrument stand zunächst in der Kapelle des Militärkrankenhauses del Celio und gelangte erst in den 1930er Jahren in die Basilika Santa Maria in Domnica. Die Orgel wurde 2011 restauriert. Sie hat 11 Register auf einem Manualwerk und Pedal. Die Trakturen sind pneumatisch.
| Manualwerk C–a3  |    |
| Principale Forte | 8′ |
| Principale       | 8′ |
| Flauto           | 8′ |
| Viola            | 8′ |
| Voce Celeste     | 8′ |

| (Fortsetzung) |    |
| Ottava        | 4′ |
| Flauto        | 4′ |
| Ottava acuta  |    |
| Decimaquinta  | 2′ |
| Ripieno IV    |    |

| Pedal C–d1 |     |
| Subbasso   | 16′ |

## Kardinaldiakone
- Liste der Kardinaldiakone von Santa Maria in Domnica